# Portugália Airlines
Portugália Airlines, eigentlich Portugália Companhia Portuguesa de Transportes Aereos SAA oder kurz PGA, ab Juni 2016 unter der Marke TAP Express, ist eine portugiesische Regionalfluggesellschaft mit Sitz in Lissabon und Basis auf dem Flughafen Humberto Delgado Lissabon. Sie ist ein Tochterunternehmen der TAP Portugal, für die sie Flüge durchführt.

## Geschichte

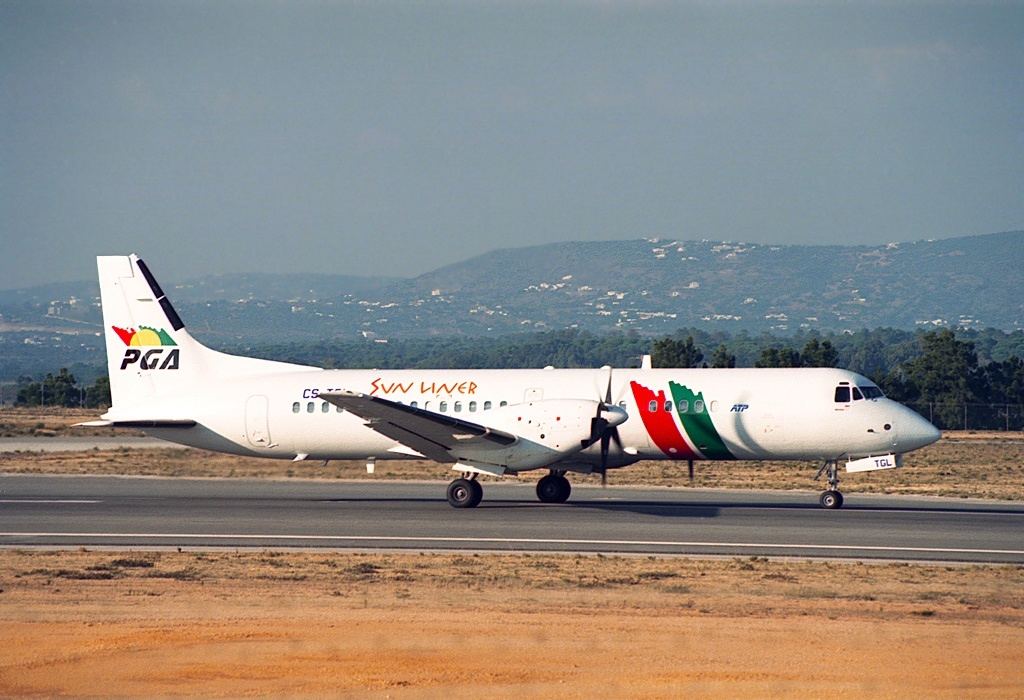
BAe ATP der PGA

Portugália wurde im Jahre 1988 gegründet und nahm 1990 ihr operatives Geschäft mit zunächst einer Fokker 100 auf. In den ersten beiden Jahren schrieb die Gesellschaft einen Verlust von 12 Millionen Dollar, 1993 erwirtschaftete sie ihren ersten kleinen Gewinn. Mehrheitlicher Eigentümer war mit 84,35 % die portugiesische Espírito Santo Financial Group. 1999 sollte Portugália an die SAirGroup, die Muttergesellschaft der Swissair, verkauft werden. Aufgrund von kartell- und europarechtlichen Verzögerungen und später wegen finanziellen Problemen der Swissair kam es nicht zum endgültigen Verkauf. Eine Schadensersatzforderung der Espírito Santo Financial Group in Höhe von 105 Millionen Euro gegen die Insolvenzverwalter der Swissair wurde im Jahre 2003 gerichtlich abgelehnt. 
Im Jahr 2004 beförderte Portugália ihren zehnmillionsten Fluggast.
Am 27. November 2007 wurde die Übernahme von 99,836 % der Portugália-Aktien durch die größte Fluggesellschaft des Landes, TAP Portugal, vereinbart. Als Teil dieser Vereinbarung mit der Espírito Santo Financial Group übernahm TAP auch den sechsprozentigen Anteil der Portugália am Groundhandling-Anbieter Groundforce.
Flüge der Portugália werden im Zuge der Übernahme durch TAP heute nur noch unter deren Flugnummern durchgeführt und nur über TAP vermarktet. 
Anfang 2016 wurde bekanntgegeben, dass die Marke Portugália komplett vom Markt verschwinden wird. Im Zuge dessen wird das Unternehmen als TAP Portugal express neu firmiert und erhält neben einer Flottenerneuerung auch ein neues Corporate Design, welches dem des Mutterkonzerns ähnelt, jedoch um den Schriftzug express ergänzt wird.
Im April 2022 wurde bekannt gegeben, dass Portugália im Rahmen deren Sanierungsplans aufgelöst und vollständig in die Mutter TAP Portugal integriert wird.

## Flotte

### Aktuelle Flotte
Mit Stand April 2025 besteht die Flotte der Portugália Airlines aus 19 Flugzeugen mit einem Durchschnittsalter von 14,1 Jahren:

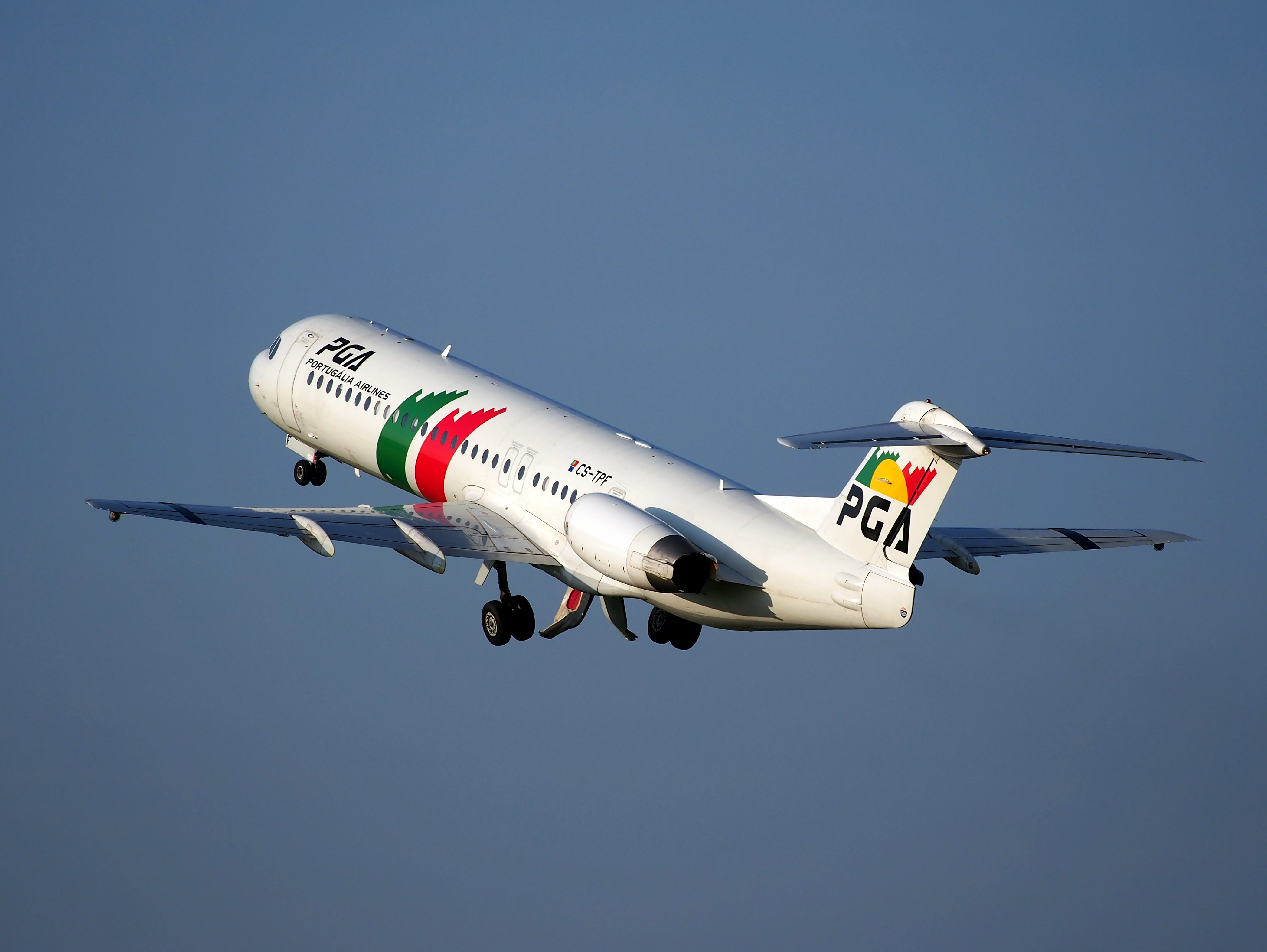
Fokker 100 der PGA

| Flugzeugtyp     | aktiv | bestellt | Anmerkungen                                  | Sitzplätze (Business/Economy) | Durchschnittsalter |
| --------------- | ----- | -------- | -------------------------------------------- | ----------------------------- | ------------------ |
| Embraer ERJ-190 | 12    |          | betreiben für TAP Air Portugal               | 106 (-/106)                   | 14,2 Jahre         |
| Embraer ERJ-195 | 07    |          | eine inaktiv; betreiben für TAP Air Portugal | 118 (-/118)                   | 14,0 Jahre         |
| Gesamt          | 19    | -        |                                              |                               | 14,1 Jahre         |

### Ehemalige Flugzeugtypen
Darüber hinaus setzte Portugália Airlines in der Vergangenheit noch folgende Flugzeugtypen ein:
- ATR 42
- ATR 72
- BAe ATP
- Embraer ERJ 145
- Fokker 100
- Saab 2000